# Jüdischer Friedhof Richelsdorf (Wildeck)
Der Jüdische Friedhof Richelsdorf (Wildeck) ist ein Friedhof in Richelsdorf, einem Ortsteil der Gemeinde Wildeck im Landkreis Hersfeld-Rotenburg in Hessen.
Der 275 m² große jüdische Friedhof liegt etwa 150 Meter nördlich des Dorfes an der Alten Straße. Der Friedhof grenzt dort heute an bebaute Grundstücke. Über die Anzahl der Grabsteine liegen keine Angaben vor.

## Geschichte
Der jüdische Friedhof wurde 1881 angelegt. Vorher – bis 1880 – wurden die Toten der jüdischen Gemeinde Richelsdorf in Sontra beigesetzt.
Im Jahr 1927 wurde die Tannenumzäunung des Friedhofes in Brand gesteckt und zum größten Teil durch das Feuer vernichtet. Einige Jahre vorher waren auf demselben Friedhof mehrere Grabsteine demoliert worden.